# Osmia melanura
Osmia melanura är en biart som beskrevs av Morawitz 1872. Osmia melanura ingår i släktet murarbin, och familjen buksamlarbin. Inga underarter finns listade i Catalogue of Life.